# Mabel's New Job
Mabel's New Job és una pel·lícula muda de la Keystone dirigida per Mabel Normand i possiblement també per George Nichols i protagonitzada per Mabel Normand, Chester Conklin i Charley Chase. La pel·lícula, de dues bobines, es va estrenar 16 de juliol de 1914. Es considera una pel·lícula perduda.

## Argument
Mabel ha aconseguit una nova feina com a personal d’una casa de dispesa. Deixa el seu xicot en conèixer un dels pensionistes i aquest canvi provoca tot un seguit de complicacions i escenes caòtiques. Ella ha d’intentar mantenir la feina mentre lidia amb els clients difícils. Al final ha d’acabar intervenint la policia.

## Repartiment
- Mabel Normand (Mabel)
- Chester Conklin (pensionista)
- Charley Chase (pensionista)
- Alice Davenport (propietària de la pensió)
- Billie Bennett (pensionista)
- Al St. John
- Cecile Arnold
- Dave Anderson
- Dixie Chene
- Dave Morris